# Анна фон Изенбург
Анна фон Изенбург-Бюдинген (на немски: Anna von Isenburg-Büdingen; * 6 януари 1460; † 27 юли 1522 в Бабенхаузен) е графиня от рода Изенбург и чрез женитба графиня на Ханау-Лихтенберг от 1480 до 1504 г.
Тя е дъщеря (най-голямото дете) на граф Лудвиг II фон Изенбург-Бюдинген (1422 – 1511) и съпругата му графиня Мария фон Насау-Висбаден-Идщайн (1438 – 1480), дъщеря на граф Йохан II фон Насау-Висбаден-Идщайн и графиня Мария фон Насау-Диленбург.

Анна умира на 27 юли 1522 г. и е погребана в градската църква „Св. Николай“ в Бабенхаузен. Нейната запазена гробна плоча се намира пред главния олтар.

## Фамилия
Анна се омъжва на 9 септември 1480 г. за граф Филип II фон Ханау-Лихтенберг (1462 – 1504). Анна донася зестра от 4500 флорина. Трябва им обаче разрешение от папата, понеже са роднини от четвърта степан. Двамата се отказват от всякакви права спрямо господството Бюдинген. Те имат децата:
- Филип III (1482 – 1538), 3. граф на Ханау-Лихтенберг, женен на 24 януари 1505 г. в Баден за Сибила фон Баден (1485 – 1518)
- Анна (1485 – 1559), монахиня в манастир Мариенборн при Бюдинген
- Маргарета (1486 – 1560), монахиня в манастир Мариенборн
- Лудвиг (1487 – 1553), духовник
- Мария (ок. 1487 – 1526), абатиса в манастир Кларентал, Висбаден (1512 – 1525)
- Амалия (1490 – 1552), духовник
- Райнхард (1494 – 1537), каноник в Страсбург